# Тюксбъри (община)
Община Тюксбъри (на английски: Tewkesbury District) е една от седемте административни единици в област (графство) Глостършър, регион Югозападна Англия. Населението на общината към 2010 година е 81 700 жители разпределени в множество селища на територия от 414.40 квадратни километра. Главен град на общината е едноименния Тюксбъри.

## География
Община Тюксбъри е разположена в северната част на графството, по границата с област Устършър.
По-големи населени места на територията на общината:
| селище       | на английски    | население |
| ------------ | --------------- | --------- |
| Тюксбъри     | Tewkesbury      | 10 016    |
| Бишопс Клийв | Bishop's Cleeve | 9944      |
| Чърчдаун     | Churchdown      | 11 261    |
| Уинчкъмб     | Winchcombe      | 6378      |